# زیردریایی یو-۱۱ (۱۹۳۵)
زیردریایی یو-۱۱ (۱۹۳۵) (به انگلیسی: German submarine U-11 (1935)) یک زیردریایی بود که طول آن ۴۲٫۷۰ متر (۱۴۰ فوت ۱ اینچ) بود. این زیردریایی در سال ۱۹۳۵ ساخته شد.